# 東京音頭
「東京音頭」（とうきょうおんど）は、日本の歌。作詞西條八十、作曲中山晋平。盆踊りの定番曲として親しまれ、また東京ヤクルトスワローズやFC東京の応援歌として使われていることでも知られる。

## 解説

### 原曲「丸の内音頭」
もともとは「丸の内音頭」という曲名で1932年（昭和7年）に制作され、日比谷公園での盆踊り大会で披露されたものである。関東大震災により壊滅した東京も同年7月の市町村合併で人口約530万の世界第2位の都市となり、有楽町の商店街の旦那衆（日比谷松本楼の小坂光雄、更科の藤村源三郎、富可川の井上忠次郎、都亭の岩佐善三郎、並木の森平四郎）は不況を吹き飛ばす景気づけとして、それまでなかった都会の盆踊りを企画し、ビクターに音頭の作成を依頼した。作詞を西条八十、作曲を中山晋平が手掛け、歌は日本橋葭町の芸者だった藤本二三吉（当時は葭町二三吉）と、民謡歌手の三島一声がそれぞれ吹き込んだ。丸の内音頭会長となった更科の藤村が警視庁に日比谷公園での盆踊り開催を申請し、同年8月15日から5日間行われた。揃いの浴衣さえ用意すれば誰でも参加でき、同月18日には丸の内音頭がラジオで全国に初披露された。永井荷風によると、その盆踊り大会は美松百貨店の広告であり、その百貨店で浴衣を購入しなければ参加できなかったという。歌詞には丸の内、三宅坂、数寄屋橋などの地名が織り込まれている。作詞した西条は、「この音頭が揃い手拭、揃い浴衣ではじめて踊られたあの日比谷公園のすずしい月の夜を、わたしは永く忘れないであろう」と述べている。
その後、レコード会社が「隅田」「武蔵野」などを入れて東京一円のご当地ソングとして売り出したという。
「丸の内音頭」のレコードはビクターから発売され、A面が藤本二三吉、B面は三島一声によって歌われた。二三吉はこの曲を最後にコロムビアに移籍した。
1975年と1976年に、丸の内の祭である「グランマルシェ」の催しの一つに取り入れられた。それ以後は長らく行われていなかったが、日比谷公園の開園100周年を迎えた2003年以後、毎年8月に「日比谷公園丸の内音頭大盆踊り大会」が開催されている。地区や年代によって様々だと言われているが、日比谷公園の踊り方がルーツであるという可能性が高い。

### ヒットへの経緯
東京音頭の出だし
丸の内音頭の人気を感じたビクターは、それを全国的に流行させるため、1933年7月「東京音頭」と改題して発売、当時の東京市民すべてが歌えるように改詞された。生まれ故郷の東京に盆踊りを作ることが念願だったという西条は「どうせ書くなら、ひとつ東京全市を賑やかに踊り狂わせる、たとえば阿波の阿呆踊のようなものを書いてみたい」と思ったと回想している。全十番から成る東京音頭は小唄勝太郎と三島一声の歌唱でレコード化され、卑猥さを連想させる歌詞もあって爆発的に流行した。勝太郎の一連のヒット曲に多いハァー（ハー小唄）の歌いだしの、勝太郎の力強い、景気のよい歌声は日本中に響き渡った。ビクター社員は各地の盆踊りに電気蓄音機を持って行き櫓の上で踊り方を指導し、全国のレコード店でも踊っては手売りするなど宣伝に務め、盆踊りの季節が過ぎても人気は衰えず、10月の早慶戦野球では、入場券を求める観覧客が徹夜で神宮球場に並んだが、「東京音頭」で夜を明かしたという。翌1934年の日比谷の盆踊りでは揃いの浴衣の踊り手500-600人が参加し、見物客は3000人に及んだ。
東京の見どころを歌った「東京音頭」は東京復興および経済振興の歌として受容され、東京だけでなく全国でヒットし、レコードの売り上げは発売当時だけで120万枚に達したという。勝太郎にとって、「島の娘」「明日はお立ちか」「さくら音頭」「大島おけさ」「勝太郎子守唄」などと並ぶ代表曲となった。後年、勝太郎がテイチクに移籍してからは、かつて勝太郎と犬猿の仲といわれた市丸、喜久丸、鈴木正夫によって再吹き込みされた。夜通し続いたことで、西條や中山も眠れずに困ったこともあったほどだったという。また、同じ年に流行したヨーヨーとともに紹介されることも多い。
その後も時代を越えたロングヒットとなり、総売上枚数は正確には不明であるが、1971年の段階で発売当時の20倍以上、枚数にして2000万枚以上を売り上げているともいわれる。

### 曲の構成
前奏は当時新橋喜代三の歌唱で流行していた鹿児島県の民謡「鹿児島おはら節」の前弾きを引用している。おりからの新民謡ブームで、当時は各地で次から次に新民謡が作られていた。東京音頭以前は、須坂小唄、飯坂小唄、三朝小唄、望月小唄など「〜小唄」という題の唄がまことに多かったのに対して、東京音頭以降は別府音頭、高田スキー音頭など「〜音頭」が増加した。この「音頭もの流行り」は新民謡の域にとどまらず、流行歌の分野においても「さくら音頭」の各社競作へとつながっていったのである。
原詞の2番・5番・8番が神様などを賛美しているとされ、第二次世界大戦後の連合国軍の占領下における思想取り締まりの中で強制削除対象にされた。この曲は、もともと鹿児島県最大の祭りであるおはら祭の踊り歌である「鹿児島おはら節」の前弾きを引用しているように、東京版の祭り歌であり、寺社の祭りや盆踊りでもっとも歌われ舞われてきたものである。この曲に限らず、検閲行為は戦前のほぼ全てのヒット曲に対して行われた。各所で抗議の声が高まり原曲のまま歌い続けられる曲も多かったとされる。
現代において、盆踊りなどで流される『東京音頭』は、原詞の1番→3番→9番→6番→10番（ただし歌詞に若干の変更有り）の5番構成のものが主流であり、プロ野球東京ヤクルトスワローズの応援歌（後述）でもこの形式のものが採用されている。

## スポーツの応援歌

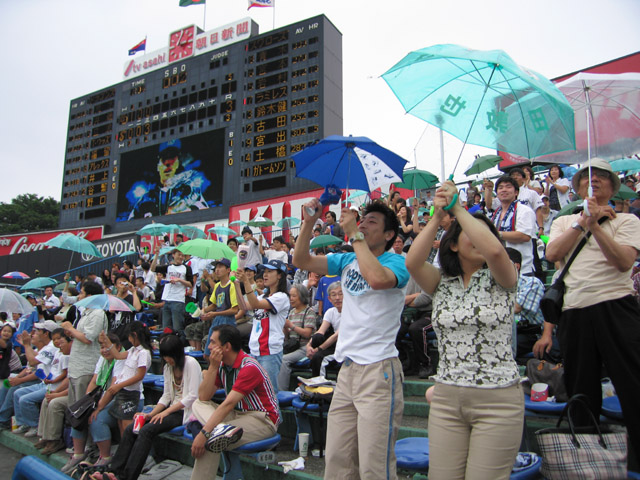
東京音頭の傘上げシーン（2006年）

プロ野球チーム・東京ヤクルトスワローズの応援歌となっている。1954年（昭和29年）、後に国鉄スワローズ私設応援団（ツバメ軍団）団長になる岡田正泰が、読売ジャイアンツ側の観客席は大勢のファンで盛り上がっているのに、自分たちが座った国鉄スワローズ側は空席が目立つ様子を見て、1人最前列に下りていき歌唱応援を始めたのが最初である。現在は、得点の入った時および本拠地神宮球場で7回裏の攻撃前（ラッキーセブン）に、拡げたビニール傘（青や緑が多い）を振って歌っている。これも1978年（昭和53年）のヤクルト初優勝の前後に、岡田の発案によって始まったものである（なお、戦前の歌詞には燕が歌いこんであった）。
かつて、昭和40年代（昭和40年〈1965年〉 - 47年〈1972年〉）頃には、当時東京スタジアムを本拠地としていた東京オリオンズ→ロッテオリオンズの応援団が東京音頭を使用していたが、同球場の閉鎖に伴う撤退を境に使用されなくなった。この関係から2007年（平成19年）、千葉マリンスタジアム開催時のセ・パ交流戦・千葉ロッテ対東京ヤクルト戦において「東京音頭、譲りました。」というキャッチフレーズが付けられた。
また、プロサッカークラブのFC東京でも、「東京音頭」が採用されている。

### 替え歌問題
東京ヤクルトスワローズの応援歌として球場で歌われる際、一部の観客が前奏部分のリズムに合わせて「くたばれ読売」とコールすることがあり、問題視されている。スワローズの私設応援団「全国ツバメ軍団」は、前奏のこの部分を（「くたばれ読売」ではなく）「東京ヤクルト」とコールするよう呼び掛けている。

同様の替え歌問題が読売ジャイアンツの応援歌『闘魂こめて』にも存在する。

## 東京音頭・平成版 大江戸東京音頭
平成時代の若者たちにも東京音頭を踊って欲しいと、2004年にNPO不動産女性会議まちづくりチームの企画で創った。編曲はロックミュージシャンで音楽プロデューサーの南木直樹、唄と津軽三味線は吉田昌紀子（津軽三味線の吉田兄弟の兄：良一郎の夫人）、振付は五世花柳芳次郎。なお、2008年6月、五世花柳芳次郎は四世花柳寿輔を襲名し花柳流家元を継承した。
翌年、社団法人東京都民踊連盟教授会が盆踊りバージョンを振り付け、正調と盆踊りバージョンの二種類の振付で踊られるようになった。8月には浅草国際通りで開催されたつくばエクスプレス開通祝賀イベント「大江戸ビートフェスティバル」で、10月には青山まつりパレード（青山通り）で採用され、また、小学校の運動会でも採用が始まった。
なお、ニューバージョンの曲名を「東京音頭・平成版 大江戸東京音頭」とすることについては、西條八十の著作権相続人の西條八束の了解を得ている。

## その他
1965年に放送された『第16回NHK紅白歌合戦』、番組中盤の応援合戦で、林美智子（紅組司会）率いる紅組歌手が全員揃って応援替え歌を歌った。
1982年に放送された『史上最大!! 第6回アメリカ横断ウルトラクイズ』で、冒頭、後楽園球場の入場口に集まった出場者の前で、福留功男が、「○」と「×」が描かれた浴衣を着て入場し、東京音頭の替え歌「ウルトラ音頭」を披露した。この音頭は、ワシントンD.C.で行われた同大会の準決勝の敗者が、「罰ゲーム」として「リンカーン記念堂」のリンカーン像前で歌った。だが「ウルトラ音頭」が披露されたのは、結局この回のみだった。
同じく1982年にアニメ『伝説巨神イデオン』の劇場版が制作された際に行われたイベントの企画として、東京音頭の替え歌「イデ音頭 接触篇」が作られた。
2000年に郵政省が発行した「20世紀デザイン切手シリーズ」第7集では、本曲のジャケットをアレンジした80円切手が発行された。
2020年東京オリンピックの閉会式では、エイサーや郡上踊りなどの日本の祭りの映像とあわせ、東京を代表する祭りの歌として、ステージ上で松田隆行と増田吏桜によって歌われた。

### 大東京音頭
この曲とは別に「大東京音頭」（作詞：滝田常晴、補作：藤田まさと、作曲：遠藤実）という曲が存在する。「大東京音頭」は東京12チャンネル（現・テレビ東京）の企画で制作されたもので、レコード各社により競作されたが、橋幸夫と金沢明子のビクター版が一番ヒットした。同局の特別番組「夏祭りにっぽんの歌」では「大東京音頭」を出演歌手全員で歌うのが慣わしだった。